# Neoxenodice cryophile
Neoxenodice cryophile is een vlokreeftensoort uit de familie van de Podoceridae. De wetenschappelijke naam van de soort is voor het eerst geldig gepubliceerd in 1976 door Lowry.